# Easton (CDP)
Easton es un lugar designado por el censo ubicado en el condado de Adams en el estado estadounidense de Wisconsin. En el Censo de 2020 tenía una población de 86 habitantes y una densidad poblacional de 31,05 personas por km². Se encuentra a 13, 7 km al sur de Adams.

## Geografía
Eastons se encuentra ubicado en las coordenadas 43°50′17″N 89°48′24″O / 43.83806, -89.80667. Según la Oficina del Censo de los Estados Unidos, tiene una superficie total de 2,77km², de la cual 2,66 km² corresponden a tierra firme y  0,11 km² es agua.